# Паисий Пловдивски
Паисий Пловдивски е източноправославен духовник, митрополит на Смирненската (1853 – 1857) и Пловдивска епархия (1857 – 1861), застъпник за въвеждането на българския език в богослужението.

## Биография
Паисий е роден през 1810 година в град Янина със светското име Петър Зафиров. По произход е албанец, син на един учител на име Зафир. Става дякон и протосингел на митрополит Йоаким, бъдещ вселенски патриарх. Заедно с него се мести на Света гора, в Цариград и в Смирна, където учи в евангелското училище. Следва богословие в Атинския университет. През 1853 г. е ръкоположен за епископ и избран за митрополит на Смирна.
Паисий става пловдивски митрополит на 15 ноември 1857 г., като предходникът му Хрисант Пловдивски го замества в Смирна. Смяната е предизвикана от силната съпротива срещу Хрисант сред българската общност в Пловдив и Паисий полага усилия да смекчи конфликта между българи и гърци в града.
В деня на Рождество Христово, на 25 декември 1859 г. Паисий и поп Златан, главен свещеник на пловдивския храм „Св. Богородица", отслужват Света литургия на църковнославянски вместо на гръцки език. Това е голямо постижение на българите в борбата за църковна независимост в града. На 9 ноември 1860 г. митрополитът пише до представителите на епархията, че се присъединява към обявената с Великденската акция независима българска църква. На 25 февруари 1861 г. вселенският патриарх го сваля от длъжност, но на 12 март българската общност в Пловдив обявява отделянето на епархията от Патриаршията и Паисий отслужва тържествена служба по този повод.
На 15 април 1861 г. Патриаршията издейства от османското правителство той да бъде заточен: първо на Света гора, впоследствие – в Чанаккале, накрая – на о. Халки. След отстраняването на Паисий за пловдивски митрополит е определен българинът Панарет.
След освобождаването си Паисий става деен участник в борбата за църковна независимост. Взема участие в заседанията на Първия църковно-народен събор в Цариград през 1871 г. и в изготвянето на Екзархийския устав.
Умира на 25 февруари 1872 г. в Цариград. Погребан е там, до българския храм „Св. Стефан“.